# Spiraeanthemum serratum
Espèce
Statut de conservation UICN

 EN D : En danger
Spiraeanthemum serratum est une espèce de plantes de la famille des Cunoniaceae.

## Publication originale
- Bernice P. Bishop Museum Bulletin 83: 11, f. 11. 1931.